# NIGHT HEAD
『NIGHT HEAD』（ナイトヘッド）は、1992年10月9日から1993年3月19日まで毎週金曜日0:40 - 1:10（木曜日深夜）に、フジテレビ系で放送されたSF特撮テレビドラマ。全21話。超能力をもつ兄弟（兄・豊川悦司、弟・武田真治）の過酷な運命を描き、カルト的な人気を得た。後に映画、小説、漫画、テレビゲーム、テレビアニメ、舞台などのメディアミックスも制作された。

## 企画・制作
原案となっているのは、『世にも奇妙な物語』で飯田譲治脚本&演出で放送された「常識酒場」「トラブル・カフェ」である。このときの兄弟を演じているのは、霧原直人に今井雅之、霧原直也に東根作寿英である。「常識酒場」のストーリーは、そのまま第1話に流用された。後に今井雅之は、テレビ番組の好評を受けて製作されたスペシャル番組「NIGHT HEAD THE OTHER SIDE」（後述）で主演の刑事を演じている。
山奥のある研究所に隔離されていた霧原兄弟がそこを飛び出すところから物語は始まる。ストーリーは霧原兄弟を中心に動いていき、二人に対して過酷な運命が次々と襲いかかってくることとなる。最初から最後まで見ると納得できる骨太な構成となっており、超能力用語も多用されている。また番組冒頭の映像ではロンゴロンゴが映し出されるなど、超古代文明や精神世界などの要素などもストーリーに組み込まれている。
超能力ものというのは当時使い古されていた手法で、決してヒットしないだろうと製作者側で言われていたのだが、ワンシーズン終了後、深夜の時間帯にもかかわらず女性層を中心に圧倒的な人気を得た。その理由は、それまでの超能力ものは、超能力を持つことが本人にとって益となるような肯定的な描かれ方をしたものが多かったが、本作品は（当初は）超能力を持つことで人が苦しみ、悲しみ、不幸になるような、否定的な描かれ方をしたところが斬新であり、その逆説的なリアリティの中に精神世界の未来を構想し、最終的に正義を重んじる内容で、兄弟の行為、演出、演技内容が、過去作とはかけ離れた崇高な内容一線を画したことが要因。主演には兄（霧原直人）豊川悦司、弟（霧原直也）武田真治の美男子二人を起用し、どこまでもシリアスに悲劇的に演じさせ多くの視聴者の共感を得た。特に女性層からの支持が得られたことも人気の要因であったとされる。視聴率も良く、その後、映画化やメディアミックス展開されるという社会現象を巻き起こした。
小説では、原作者の飯田によって続編が書かれている。

## ストーリー
「NIGHT HEAD」（ナイト・ヘッド）……それは、人間が使用していないとされている脳の容量である70パーセントの部分を指す言葉である。人間が持つ不思議な「力」は、この70パーセントの部分に秘められていると言われる。
サイコキネシスなど攻撃的な超能力を持つ霧原直人、リーディングやヒーリング、予知などの超能力を持つ霧原直也の兄弟は、15年前の幼いころから両親と離れ、人里離れた山の中にある御厨研究所に隔離されていた。研究所は絶大な超能力をもつ岬老人によって結界が張られており、霧原兄弟は脱走しようとしても跳ね返されるばかりであった。
ある日、研究所に張られていた結界が無くなり、兄弟は研究所を脱走することに成功する。しかし彼らの持つ超能力は、外の世界にあふれていた「マイナスのエネルギー」を引き寄せることとなる。二人に降りかかる事件の数々。そんな二人を導くかのように現れる謎の少女、双海翔子。「変革」とは何なのか。そして「ミサキ」とは。

## 登場人物

### 主人公
霧原 直人
直也の兄でサイコキネシスの能力を持つ超能力者。精神の力で周囲の器物を破壊するほど大きな能力を持っているが、コントロールが困難で感情的になると怒りの大きさに比例して無意識のうちに周囲の物体や人を傷つけてしまう。
幼いころから怒ると無意識に相手を傷つけてしまい、「バケモノ」呼ばわりされて両親にも腫れ物扱いされていた。能力の強さが感情に密接している上に短気で相手の挑発にも乗りやすい。それゆえ、その度に相手に傷を負わせると同時に自身の心も痛めるという悪循環を繰り返す。その大きすぎる超能力で通常の家庭生活を送ることすら困難になったころ、どこからか兄弟の噂を聞きつけた超能力研究所の所長・御厨が現れる。彼の両親への説得により、両親に睡眠薬を飲まされた2人は超能力研究所に送られ、何年もの間、社会とは隔絶された生活を送ることを余儀なくされていた。しかし、長らく「外の世界」に出ることを強く望んでいた直人は「結界」が解かれた直後に弟・直也と共に研究所を脱走する。
物語序盤は自分の超能力に苦悩し、一般社会で「普通の生活」を送るために能力を抑えることを意識しながら生活していたが、成長するにつれ、自分の力を受け入れる道を考えるようになる。終盤ではARKの刺客による危機に対してテレポーテーションの能力にも目覚め、直也を守るためならば人殺しを犯しても、自らの罪も相手の思いも全て受け入れると決意し、双海翔子が示した「変革」への道を直也と2人で探すようになる。

霧原 直也
相手の心を読み取るリーディングの超能力を持つ少年。直人の5つ年下の弟。直人と同じく能力のコントロールが難しく、特に他人に少しでも触れてしまうと強制的に相手の考えが見えてしまう。しかも、嫉妬や殺意や醜い欲望といった、時には本人ですら気づいていないようなマイナスの意識がより強調されて直也の頭に雪崩れ込んでくる性質があり、その度に大きなショックを受け昏倒してしまう。そのため、常に他人との接触を避けながら生活せざるを得ず、兄の直人以上に「普通の生活」に強く憧れている。
幼少時には他人を避けるあまりに自閉症と診断されたり、あまりにも巨大なマイナスの意識を見てしまった時には昏倒したまま意識不明となり、そのまま精神病院に送られてしまったこともあった。しかし、性格的には自分より直人や他人が傷つくのを恐れている心優しい人柄で、自分の命を狙う人間にすら憐憫の心を表したり同情する姿を見せる。
兄の直人は傷つきやすい彼を守ろうとする意識が非常に強く、幼少時から常に一緒に居る関係である。そのため、彼らの精神はどこか奥深いところで繋がってしまっており、直人の思考は直也には常に筒抜けで隠し事が出来ない状態だが、それが当たり前で居られるほど2人の結びつきは強く、離別は精神的な崩壊を招きかねない。
研究所脱出後はリーディングに加えて予知能力も発現させたことがあり、さらに物語終盤ではヒーリングの能力にも目覚めた。やがては「変革」時の救世主になるだろうと示される。

### 超能力研究所
御厨 恭二郎
超能力を研究している科学者。ロシアでの研究生活を経た後、某県の山奥に超能力研究所を設立、所長となる。科学者らしくややぶっきらぼうな性格で、研究所では直人と直也の二人にも突き放したような態度を取ることも多いが、不器用ながらも彼なりに二人を見守ってきた。直人と直也の脱出時にもすぐに気づいたが、敢えて追わぬよう自ら戒める。過去の超能力事件を契機とした警視庁上層部の知人がおり、超能力関連の事件の情報が入るため、兄弟の脱出後は、そのコネで二人にサポートしたり、事件解決の依頼も行った。
ARKにより研究所が襲撃、崩壊後は岬老人のロッジに長らく軟禁されていたが、霧原兄弟の力を借りて脱出に成功する。別れ際にようやく3人は和解し、超能力研究の継続のためにロシアへ旅立った。
友枝 麻理子
研究所の若い女性職員。同年代の友人関係に乏しい直人と直也を心配して御厨が連れてきた。心理学も学んでおり、頭では「つり橋効果」と理解しつつも、ひと目で直人に恋をする。リーディング能力がある直也が側にいる直人に対しては、本心を隠すことが不可能と知り、大半の職員が二人の機嫌を伺い腫れ物に触る扱いをする中、あえて自分をさらけだすことを心がけている。芯の強いところもあり、時々直人に助言を与える。あることがきっかけで直人は僅かに麻理子を意識するも、結局一度だけの淡い関係で終わる。
岬老人
見かけは研究所近くに住む無害そうな老人であるが、実は絶大な力を持つ超能力者。エネルギースポットである某県の山奥に研究所を建設するように御厨に依頼し、完成後は一帯に結界を張っていた。そのどこまでも先を見通せる能力で、直人と直也を連れてくるように指示し、結界で閉じ込めたように見せ、その実、外敵から保護していた。能力を私欲のために奮う曾根崎の脱走を結界を解いて許したのは、この先、兄弟の成長において必要な試練になると予知していたためである。亡くなる直前まで兄弟に超能力者であることを悟られることはなく、他人を遠ざける兄弟も、彼にはかなり心を許していた。
その名に於いては「御先（ミサキ）」と記す場合もあり、どの人類よりも遥か先を生きているという意味を持つ。死後もその魂は消滅することはなく、彼岸と此岸の狭間とでも言うべき境地で兄弟を見守り続けた。

### 周辺人物
霧原 直実
直人と直也の母。夫や子供のために家事をすることに幸せを感じる家庭的な女性だったが、我が子が特別な力を持ってしまったことにより、精神を疲弊させていってしまう。
霧原 幸彦
直人と直也の父。おもちゃ会社を経営しており、試作品を持ち帰っては直人たちに遊ばせていた。よき父親ではあったが、兄弟の力が増大し日常生活が破綻し、御厨からの二人の研究所招致を承諾してしまう。それは両親にとっての苦渋の決断であった。
しかし、兄弟の研究所脱走時に、「両親に捨てられた」というマイナスの意識から時間にひずみが生じ現実が変化してしまう。生家は消失し、両親は全く別の場所でその場所に住んでいたことになっていた。また、この現実世界では、兄弟は特別な能力を持たないまま成長するも、二人共幼いころに池で溺死し、その後、両親は時計店を営んでいた、という形に世界が変わってしまったことが判明する（小説版では苗字も「桐原」に変化している）。それでも、両親に会うために訪れた兄弟であったが、それを予知していたARKは曽根崎を送りこむ。曾根崎は兄弟を精神的に追い込もうと画策し、能力で店を破壊し両親を恐怖に陥れる。結果、兄弟は再び両親に拒絶されてしまうこととなった。

### 超能力者
双海 翔子
元は普通の女子高生であったが、予知、タイムトラベル、サイコキネシスなど、超能力の極限に至り肉体が消滅して精神体となった少女。霧原兄弟の前にたびたび現れては二人を導く。神谷司にはそのビジョンを「天使」と称された。最後はより高位の異世界に旅立つ道を選び、兄弟に別れを告げる。ロンゴロンゴと呼ばれる文字にメッセージを乗せ、直也に届けたことがある。
神谷 司
予知能力者。普段はサラリーマンとして日常生活を送っているが、時折、サラリーマン予知能力者としてテレビ出演もしており、休日には彼を盲信する人たちに未来予知を披露する。感情の起伏が極めて薄く、自分の言葉が周りに与える影響を知りつつ、予知を告げた相手の精神的動揺を全く意に介さない性格。能力を私欲のために使うことはないが、予知によって命を救われたり、大金を手に入れた者たちなどが多数のシンパとなり崇められている。しかし、彼らからの人望にほぼ関心がなく、自分の予知能力を至上のものと考え、死相ですら相手の動揺を意に介さず告げるため、彼に反感を持つ者もまた多いが、それすらも気にせず、予知とその結果にしか興味がない。
ある日、ウイルスによる人類滅亡を予知し、その元凶となる倉橋加奈子（テレビ版では栗原智美）や直人と直也が大きく関わると告げたため、先走ったシンパたちに彼らの命が狙われる。
テレビ版では、最終的に、自分の死を予知してしまったために、その未来を変えるため、自分に関わるとされる霧原兄弟に対して、存在を放棄させるように仕向け、それが果たせず感情を見せぬまま予知通りに建築資材に潰されて最後を遂げる。
小説版では、ウイルスによる人類滅亡のビジョンが消え満足感に浸っている際、突然直也から死相を告げられ、初めて激しい動揺を見せる。その後、不安を抱きつつ自宅で入浴している際、曾根崎に襲撃を受け、マインドコントロールにより、猛毒を自ら飲んで服毒死を遂げてしまう。彼が度々予知していた「黒いソファに横たわる謎の男」のビジョンは、実は「黒いバスタブで死んでいる自分の姿」と知るのはその死の直前であった。
湯島 良朗
小学生。マインドコントロールの能力を持つ。善悪の判断基準がその年齢ゆえに未発達であるため、過去には、祖父を虐めた近所の老人たちを操り自殺させている。愛犬を散歩中にひき逃げで失ってしまい、その復讐のため、バイクに搭乗していた高校生グループを一人ずつ能力で殺害していく。最終的には、御厨により事件の解決を依頼された直人と直也の説得に応じて、母親と共に超能力研究所へ行くことになり、訓練の結果、ほとんど能力を出せなくなる。小説版では、研究所崩壊後に曾根崎に操られて兄弟に再対峙する。
天元 早紀枝
高校の女子生徒。自分の感情が周囲に伝染してしまう特殊な能力を持つ。だが、自分では全くコントロールが出来ず、彼女が笑えば近くの人間が一斉に笑い出し、悲しめば皆一様に泣き出すという一種不気味な能力であり、幼いころから妹を除き周囲の人間から疎んじられていた。自らの境遇に悲観しているものの、自殺を考えただけで関係のない人間を強制的に巻き添えにしてしまうゆえに、常に感情を殺して日常生活を送っている。そのため、美人ではあるもののいつも無表情であり、それを疎んじた生徒から苛めを受ける際も表情を変えることなく過ごさざるを得ない。
ARKはこの能力に目をつけ、「吸収」しようと彼女に接触を図る。
高良 陽子
研究所跡地に「世捨て人」の集落を作る。リーディングや予知能力が少しだけある。表向きは人格者だが、誰からも尊敬される末期ガン患者の佐々木より「自分の方がすぐれている」と無意識に思っており、佐々木にヒーリングを施す直也の邪魔をしていた。直也に深層心理を見抜かれ己の小ささを知り改心する。小説「NIGHT HEAD DEEP FOREST」にのみ登場する。
松岡
「世捨て人」の集落に住む男性。植物に反応しその成長を促すグリーンフィンガーの能力がある。自身を超能力者であると自覚しているかは不明。小説「NIGHT HEAD DEEP FOREST」にのみ登場。

### ARK
奥原 晶子
ARKの女社長であり、予知能力者。能力を行使し過ぎた結果、40代にして枯れ枝の老婆のような外見をしている。社員の脳開発と変革を防ぐためにアーク・コーポレーションを創立する。現実を変えるほど大きな能力を持つ霧原兄弟に対しては「不確定要素」としてその動向を伺っていたが、遥か未来に渡って二人がARKに入社する可能性が無いと知った時には、「消去」として抹殺にかかる。
一度も外れたことがないほどの絶大な予知能力を自在に用い、タイムトラベルの能力までも持つ反面、予知した未来が二人によって覆されてしまうと、生命に関わるほどの大きなダメージを身体に受けてしまう。しかし、それでも岬老人には劣るらしく、兄弟に敗れた彼女が岬老人のいる世界に訪れた際は「ミサキ」が実在したことに酷く動揺していた。
「ミサキ」など存在しないと断言していたが、その高い素質により自らも「ミサキ」へと到達。「ミサキ」に存在するエネルギーを受け、自らの予知である「兄弟は未来に対する不確定要素」が修正され、奥原がそれとは気づかずに与えた数々の試練を乗り越えることで力をつけた二人は、もはや未来にとっての不確定要素ではなくなったと告げる。
結果的に兄弟により予知を覆された形となり、ついに致命傷となるダメージを受け死亡した。
早紀枝に対しては冷徹に能力だけを評価する発言を繰り返していたが、死の間際に本当の心情を告白。辛い現実に同情し、早紀枝の母になりたかったとモノローグにて吐露し、最後の力で早紀枝の能力を封じた。
坂口 修
奥原の秘書。感情や生命力に乏しい男で、「反能力」という全ての超能力が一切効かない特殊な能力を持つ。奥原から見ても何も読むことができず、そのことが逆に好ましいと評価されている。
曽根崎 道夫
マインドコントロールを持つ能力者（他にも念動力と思しき現象を起こすなど、複数の能力を持っている描写あり）。霧原兄弟より先んじて、御厨が超能力研究所に連れてきた初めての超能力者。醜悪な外見かつ女性に興味がない性癖で、研究所で能力を本格的に開発されると、金品の窃盗やその気のない男性職員を籠絡したりと、私欲と本能のままに能力を行使して御厨を激怒させたあげく、選ばれた者が授かった能力を使わず人生を楽しまないのはアホだ、と言い残し、研究所を飛び出す。
その後は、自分より大きな力を持つ能力者がいると知ったARKに入社、兄弟に差し向ける最初の刺客となる。なお、直也のことは性的な意味で元々狙っていた。直人たちの両親が営む時計店に客として来店、兄弟と対峙し苦しめるも翔子によって精神を破壊されて廃人と化してしまう。この時のセリフから、彼が悪事を働くことに躊躇がなかったのは、自らの罪を裁く存在がいないと思っていた模様。
三雲 玄吾
ARKの社員で、マインドコントロールの能力を持つ。長身で端正な身のこなしを持つ反面、奥原の命令で躊躇なく殺害を犯す冷酷な性格を持つ。少年のころに、その能力で誤って母親を殺害してしまった時から、自らも含み「死」への抵抗がなくなり、心の底でいつの日か自分を殺してくれる相手が現れるのを待っていた。一度は、直人をマインドコントロールで再起不能に陥れるも、新たな力を蓄えて蘇った彼を「やっと戦える相手になった」と賞賛、戦いの末に念願の死を与えられる。
都築 洋介
天元早紀枝を監視するためにARKから派遣され高校教師を務める。能力は微々たるものであったが、天元早紀枝へ恋愛感情を抱いたことがきっかけでARKへ疑問を抱くようになる。それをARKに知られ、自身の「消去」の判断を下されたと知り、海外への逃亡を図るも敵わず、三雲によるマインドコントロールで精神を破壊され廃人と化す。ちなみに、マインドコントロールの内容から、元々女子校生に興味があった様子。
過去、ある意味潔癖な母親の逆鱗に触れたことで包丁を突き付けられた経験がある。その経緯で母親を拒絶してしまったことは未だに棘となって心に残っており、マインドコントロールの際に利用されてしまった。
双海 芳紀
ARKの社員。自分の意識を電話やテレビといった通信機器を使って飛ばすことが出来る能力を持つ。当初は、電話をかけた相手の姿が見える、覗き見のような能力であったが「ナイトヘッド・プロジェクト」により、飛躍的にその能力を上昇させ、千里眼のように複数の通信先の状況を同時に把握出来るようになる。しかし、その能力によりARKの目的を知り、疑問を持ってしまったことがきっかけでパラドックスを来たし、肉体に破綻が起きてしまう。そして、肉体が人間という形を保てなくなりつつも、辛うじてパソコンまでたどり着いて自分の精神をネットワーク上に焼きこむことに成功。最終的には肉体は液化して消滅し、精神体となり電脳世界で生きていくこととなった。なお、双海翔子と親類関係にあることを匂わす描写が僅かにあるが、明確にはされていない。

### その他
Y
邪悪な気を放つ不気味な男。醜悪な容姿を持ち、兄弟に付き纏うかのように忽然と現れては周囲に厄災の如く超能力を揮う。その正体はふたりのマイナスの意識が実体化した存在で、兄弟が超能力という特殊な力を受け入れるにつれて姿を見せなくなる。
百目鬼 法一
宗教団体の教祖。元々は、御厨と同じくロシアで超能力研究をしていた科学者で、二人で帰国後はそれぞれ日本で独自の超能力研究を根付かせることを誓いあっていた。やがて、宗教こそが最も偉大な超能力であり、信じることによって現実はどんどん変わっていくという持論に至り、自ら教祖となる。教団では、炎を生じるパイロキネシスの能力があるかのように振る舞い、そのカリスマで多くの信者を獲得するも、イカサマの超能力を披露し、また研究のためとは言え信者から多額の資金を集める行為に御厨から激怒され、二人は袂を分かつ。
小説版では御厨の短い回想のみでしか登場しないが、テレビ版の番外編ではその後の活躍が描かれている。
広瀬 麗子
連続殺人を犯す女。常に強迫観念に囚われており、人を殺さないと自分が殺されると思い込んでいる。潜在的に紫色が好みで、紫色の衣服を身に着けた女性を「殺し屋」と看做し、次郎と二人でラブホテルに連れ込んでは絞殺していた。その思考は支離滅裂で、他にも日常生活のあらゆるものに危機を感じているが、稀になぜか当たっていることがある。場当たり的な犯行にもかかわらず、警察にもノーマークであり、僅かに超能力を持っている可能性が示唆されている。
直也が研究所脱出後、初めて訪れたドライブインで偶然触れてリーディングしてしまい、それ以来、毎晩殺人のビジョンで悩まされることになり、兄弟は犯行解決に乗り出すことになる。
坂巻 次郎
麗子と二人で連続殺人を犯す男。常に麗子に怯えながら従っている。元々、性的不能者で生命力に乏しい印象を持つ男であったが、初めての麗子の犯行を偶然目撃してしまってから、恐怖のあまり犯行に加わってしまうようになる。本人でも気付いていないが、実は心の底では「恐怖」が好きで犯行に加わっており、殺人という非日常の上質のホラーに心が浸ることから離れられずにいる。心底怯えながらも決して麗子から逃げ出そうとしないのはそのためである。
錦戸
警視庁上層部の幹部。御厨とは旧知の仲で、超能力が関係するであろう事件の情報を御厨にリークしていた。研究所に保護される超能力者は、錦戸からの情報によるものも多い。
倉橋 加奈子
製薬会社に勤める女性研究員。神谷によって、彼女が偶然、人類滅亡ウイルスを作成してしまうと予知されたために、その命を狙われる。見た目も性格も「強い女」で、やや誇大虚言癖があるものの、自ら口にすることにより現実に叶えてしまう優秀な人物。説得に来た、自分以上に「強い」直人に対して好意を抱き、彼との結婚生活のビジョンを互いの脳内に映し出す。神谷のシンパに襲撃されたことで、一時は説得を受け入れ将来人類滅亡ウイルスとなってしまうサンプルを破棄することを彼に誓う。しかし、滅亡ビジョンが消えてなかったことで破棄されていない事実が発覚、再度襲撃を受け、頭を強打してしまう。結果、記憶崩壊と幼児退行を起こし、ウィルスを生み出す未来に至る可能性は潰えることとなった。
テレビ版では未登場。代わりに同様の科学者として、栗原智美が登場しているが、神谷のシンパであった彼氏とともにあっさり無理心中されてしまう。

## 設定
ARK
正式名称は「THE ARK CORPORATION」。表向きは貿易商を営む大企業だが、社員は全て超能力者で、驚くほどの少人数で形成されている。社名は「箱舟」を意味する。社長である奥原晶子の絶対的な予知能力を生かし、政財界にも深いパイプがあり、その気になれば世界征服ですら実現可能なほどの影響力がある。
秘書の坂口曰く、野望というものは実現がわからない時に初めてもつ物、として、世界征服の意図は否定されており、彼らの目的は、変革を否定し、人類のために物質世界と精神世界の共存を図るものであった。しかし、彼らは、多くの一般人を超能力を理解出来ない『100匹目の猿』として見下しているため、彼らの言う『人類』とは、自分たちを含む選ばれた一握りの人間のためのものでしかない。具体的には、天元早紀枝の精神を崩壊させ、その感情を伝染する能力を大陸を支配するほどに増幅させ、人類全体の思想をコントロールしようとしていた。
また、日常業務として、超能力の素養がある者をスカウトし、より能力を伸ばすための『ナイトヘッド・プロジェクト』を社内で行っており、直人と直也にも「吸収、もしくは消去」として接近を図る。
超能力研究所
御厨恭二郎の建てた研究施設。霧原兄弟は15年間ここに隔離されていた。研究所の目的は、社会生活が困難なほど、強すぎる超能力を持ってしまった者の力を抑制し、一般社会に返すことである。直人が、「そんなことが必要な人間がいったい世界に何人居るのか」と呆れたように、彼ら2人以外の対象者はほとんどおらず、たまに居てもすぐに能力を失い、僅かな滞在で研究所を出て行くような有様であった。
施設設備は研究所という名前に反して、無機質なコンクリなどはなく、木造のシンプルかつ生活感ある別荘といった造りで、長期生活を送ってもなるべくストレスのないような外観を意識されている。運営資金は、支援するパトロンのおかげで潤沢であり、特別高価なものでなければ大抵の物は手に入る。（直人が何度テレビを爆発させても、すぐに新しいものが届くほど。）
研究所周囲には、霧原兄弟のみに作用する、白いロープを円周とする結界が球体状に張られているため、2人は長年、何度も逃亡を試みるも外に出ることが出来なかった。岬老人の死後、結界が消失したことを契機に、2人は研究所を脱出する。実際には、岬老人の意思ひとつでどんな人間でも拒むことも出来るため、実は、結界は外敵や外のマイナスのエネルギーから兄弟を守るための場所だと知るのは、脱走からしばらくしてのことである。
精神文明
2万年以上も前に超高度な文明を築きあげていた超古代文明。精神のエネルギーにより繁栄していたが、精神の方向がマイナスに転じたことで滅亡した。今の物質文明の前に人類最初に発生した文明と位置づけられる。イースター島の遺跡に残る、未解明のロンゴ・ロンゴという碑文にその痕跡を僅かに残す。
不確定要素
現実を変えるほど、大きな能力を持つ霧原兄弟に対してARKが定義した言葉。絶大な予知能力を持つ奥原晶子が、彼らが社内に訪問するギリギリまで未来を読めなかったのはそのためとされる。
変革
人類が現在の物質文明から解き放たれ、精神文明へ至るターニングポイントのこと。岬老人や翔子によって兄弟に伝えられた。2人が目指す目的とされるが、どのようなものなのか謎が多い。
予知能力
未来を知ることが出来る超能力だが、神谷司によると、そもそも未来とは確定された運命ではなく、予知能力とは無限の可能性の中から一つを選び取る作業であり、予知すること自体が未来を作ると説明されている。つまり、世界中にいる予知能力者によって未来は決定されていることになり、ARKが神谷司を殺害したのはそのためということらしい。

## テレビドラマ

### スタッフ
- 原作・監督：飯田譲治
- 演出：落合正幸、土方政人、本広克行、土坂浩輝
- 脚本：飯田譲治、笠井健夫、高山直也
- 音楽：蓜島邦明
- 技術協力：バスク、BULL
- 美術協力：フジアール
- 助監督：土坂浩輝、坂梨公紀、小山田雅和、高橋伸之
- プロデュース：岩田祐二
- 企画：石原隆、鈴木吉弘
- 制作：フジテレビ、共同テレビ

### キャスト
- 霧原直人：豊川悦司
- 霧原直也：武田真治
- 御厨恭二郎：藤田敏八（第19話）
- 双海翔子：山口リエ
- 双海芳紀：渡辺いっけい（第21話）
- 双海弓子：立石凉子（第6話）
- 霧原直実：ただのあっ子（第4話・第11話・第20話）
- 霧原幸彦：志賀圭二郎（第4話・第20話）
- 岬老人：稲葉松雄（第2話・第6話・第16話）
- 友枝麻理子：及川麻衣（第4話）
- 彩子：篠原涼子（第11話）
- 神谷司：小木茂光（第10話・第15話）
- 真鍋貴昭：池田成志（第10話）
- 曽根崎道夫：六平直政（第18話・第20話）
- 反町：松重豊（第14話）
- Y：高橋信雄（第6話・第11話・第18話）
- 森川綾：西牟田恵（第18話）
- 谷口良実：大路恵美（第5話）
- 花岡靖江：水木薫（第4話）
- 広瀬麗子：深浦加奈子 （第1話・第2話）
- 湯島佳代：宮田早苗 （第5話）
- 井坂俊二：大鷹明良（第16話・第17話）
- 立花美紀：石橋桂（第1話・第6話）
- ミラクルミック：綾田俊樹（第1話・第3話）
- 関本美佐：木村翠（第17話）
- 花輪正太郎：今福将雄（第16話・第17話）
- アパート住人：谷津勲（第12話）
- 坂口修：走水杏伍（第21話）
- 谷口吾郎：小松とよあき（第21話）
- 瀬田明夫：森山覚（第21話）
- 園田弘美：土井雅世（第21話）

### 放送リスト
1. 1992年10月9日　REAL PSI（念力）　脚本・監督：飯田譲治
2. 1992年10月16日　OBSESSION（強迫観念）　脚本・監督：飯田譲治
3. 1992年10月23日　FAKE（偽物）　脚本：高山直也、演出：土方政人
4. 1992年10月30日　AWAKENINGS（覚醒）　脚本：飯田譲治、演出：土方政人
5. 1992年11月6日　VICTIMS（犠牲者）　脚本：飯田譲治、演出：本広克行
6. 1992年11月13日　MISSING（失踪）　脚本：飯田譲治、演出：本広克行
7. 1992年11月20日　NIGHTMARE（悪夢）　脚本：飯田譲治、演出：落合正幸
8. 1992年11月27日　COMA（昏睡）　脚本：笠井健夫、演出：落合正幸
9. 1992年12月4日　TRIGGER（触発）　脚本：飯田譲治、演出：本広克行
10. 1992年12月11日　PROPHECY（予言）　脚本：笠井健夫、演出：土方政人
11. 1992年12月18日　DRUG（薬物）　脚本：飯田譲治、演出：本広克行
12. 1993年1月15日　THE APARTMENT（隔離）　脚本：高山直也、演出：落合正幸
13. 1993年1月22日　CONFESSION（告白）　脚本：笠井健夫、演出：土方政人
14. 1993年1月29日　SHADOW（影）　脚本：笠井健夫、演出：本広克行
15. 1993年2月5日　APOCALYPSE（啓示）　脚本：笠井健夫、演出：土坂浩輝
16. 1993年2月12日　A SAINT（聖人）　脚本：飯田譲治、演出：落合正幸
17. 1993年2月19日　UTOPIA（理想郷）　脚本：飯田譲治、演出：土方政人
18. 1993年2月26日　GIFTED（与えられし者）　脚本：飯田譲治、演出：本広克行
19. 1993年3月5日　FORCE（力）　脚本：飯田譲治、演出：落合正幸
20. 1993年3月12日　KARMA（業）　脚本：飯田譲治、演出：土坂浩輝
21. 1993年3月19日　THE ARK（方舟）　脚本・監督：飯田譲治

| フジテレビ 金曜0:40 - 1:10（木曜深夜） | フジテレビ 金曜0:40 - 1:10（木曜深夜） | フジテレビ 金曜0:40 - 1:10（木曜深夜） |
| 前番組                                 | 番組名                                 | 次番組                                 |
| -------------------------------------- | -------------------------------------- | -------------------------------------- |
| 悪いこと                               | NIGHT HEAD                             | Trap-TV                                |

## テレビスペシャル（サイドストーリー）
『NIGHT HEAD THE OTHER SIDE』のタイトルで製作されたスペシャル番組。1992年12月24日、1時間枠で放映された。本編のサイドストーリーである。そのため、霧原兄弟はわずかしか出てこない。主人公の刑事を演じているのは、「常識酒場」「トラブル・カフェ」で霧原直人を演じた今井雅之である。

### ストーリー（テレビスペシャル）
廃ビルで発見された3人の惨殺死体。燃えた跡もあり、一部は炭になっていた。検視の結果、互いに殺し合ったという。妻との不仲に悩む剱木刑事のもとへ、松井刑事が横倉絵里という女性を連れてきた。絵里は透視能力を持つと自称し、現場を見て殺人の状況を言い当て、さらに、真犯人として神津貞男の名前を出す。そして、信用しない剱木に対して、妻との不仲も言い当てるのであった。
超能力など信じない剱木は、絵里を調べるうちに、ある宗教団体に辿り着く。教祖である百目鬼は、かつて御厨と旧ソ連で超能力を研究していた。

### キャスト（テレビスペシャル）
- 剱木浩一：今井雅之
- 霧原直人：豊川悦司
- 霧原直也：武田真治
- 百目鬼法一：村松利史
- 神津貞男：芹沢正和
- 吉貝勇：常世田正人
- 藤井辰雄：須間一也
- 横倉絵里：富田貴子
- 松井康彦：井田州彦
- 剱木伸子：永光基乃

## 劇場版
『NIGHT HEAD 劇場版』のタイトルで東宝より配給され、1994年11月3日より公開された。上映時間107分。ストーリーはテレビシリーズの完結編となっている。配給収入は1.5億円。

### スタッフ（劇場版）
- 企画：中山和記、松下千秋
- 原作・監督：飯田譲治
- 製作：堀口壽一、田中迪
- プロデューサー：小川晋一、岩田祐二
- 脚本：飯田譲治、笠井健夫
- 撮影：榎田洋美
- 音楽：蓜島邦明
- 美術：佐々木修
- 助監督：舞原賢二

### ストーリー(劇場版)
女子高生の天元早紀枝には、自分の感情を周囲の人々に感染させる超能力があった。イジメに悩み、強く自殺を考えた早紀枝は、感染したイジメっ子らを巻き込んで集団自殺を引き起こし、霧原兄弟に救われた。
霧原直人と直也は強い超能力を持ち、閉じ込められていた研究施設から脱出した兄弟だった。兄の直人は、怒りに任せて殺人をも引き起こす破壊の能力を「無意味」だと感じ、弟の直也は、憎しみを知らぬ優し過ぎる性格ゆえに、人々から伝わって来る醜い感情に苦しめられていた。
早紀枝と心で繋がり、助けたいと強く願う直也。だが、早紀枝は晶子の屋敷に収容された。早紀枝の能力によって、全人類の心を思う通りに統一しようと目論む晶子。それは晶子にとって、いつか未来に接触する「宇宙の大きな意識の流れ」との戦いを意味していた。
晶子の部下の三雲と戦う直人。他人の心に入り込む能力者の三雲は、直人の怒りの感情を利用して、弟を含む大量虐殺のイメージの中に直人を閉じ込めた。現実世界では意識不明で昏倒する直人。
動かない直人を隠れ家に残し、一人で早紀枝に会いに行く直也。血まみれの妹・知美を発見して、卒倒する早紀枝。晶子は早紀枝の精神を崩壊させることで超能力を覚醒させる為に、三雲に命じて知美を襲わせたのだ。どうすることも出来ずに、心で兄に助けを求める直也。その感情は兄の心に届き、直人は覚醒した。
無駄だと思った破壊の力も、弟を助ける為に使えば役に立つ。そう悟って三雲を倒す直人。直也は知美を助けたいと強く願い、傷を完全に癒して命を救う力を手に入れた。
自身の強い能力で、来たるべき未来について新たなビジョンを見た晶子は、混乱し、ショックで息を引き取った。晶子の死と同時に、能力を失う早紀枝。だが、早紀枝は直也のことも忘れていた。再び二人きりとなり、旅立つ兄弟。宇宙精神との接触による「変革」は、あした来るわけではないのだ。

### キャスト（劇場版）
- 霧原直人：豊川悦司
- 霧原直也：武田真治
- 双海翔子：山口リエ（声のみ）
- 天元早紀枝：小島聖
- 天元知美：奥菜恵
- 都築洋介：松尾スズキ
- 坂口修：走水杏伍
- 天元久雄：中平良夫
- 大久保教諭：森下哲夫
- 佐藤刑事：有福正志
- 天元悠子：姿晴香
- 三雲玄吾：篠井英介
- 霧原直実：ただのあっ子
- 奥原晶子：南美江

## サウンドトラック

### NIGHT HEAD サウンドトラック
ドラマ版のサウンドトラックCDとしてリリースされている。
収録曲
- 全ての曲は蓜島邦明が作曲・編曲

1. ロンゴ ロンゴ
2. 森-FOREST-
3. THE ARK
4. FORCE-力-
5. 平行世界
6. タント
7. 100匹目の猿
8. ハンド
9. 70%
10. COMA-昏睡-
11. FOREST-森-
12. NIGHT HEAD Theme
13. NIGHT MARE
14. バーチャル セックス
15. アザレア
16. ロンゴ ロンゴ リミックス
17. GIFTED
18. NIGHT HEAD リミックス

### 映画 NIGHT HEAD オリジナル・サウンドトラック
映画版のサウンドトラックCDとしてリリースされている。
収録曲
- 全ての曲は配島邦明が作曲・編曲

1. トリノロンゴ
2. UNKNOWN
3. リーティング
4. ロンゴロンゴ(New Version)
5. THE TRIAL
6. NIGHT HEAD(New Version)
7. GENUS LOCI～ゲニウス・ロキ～
8. INNER
9. モール
10. GLOW HEAD

## 書籍

### 小説版
ドラマ、映画版の監督である、飯田譲治本人により執筆された小説。1話完結のオムニバス形式であったドラマ版に比べ、全体として話が繋がる1本の長編物語として形成されている。一部、ドラマでは登場した人物やエピソードが、未登場であるものの、小説という媒体を生かしたより深い心理描写が特徴で、未使用のエピソードもところどころ改変され本編に生かされている。
『NIGHT HEAD』1～4巻は上記の改変されたドラマ版の物語。
『NIGHT HEAD THE TRIAL』は続編で、映画版の内容を踏襲している。
『NIGHT HEAD DEEP FOREST』では、ドラマや映画では描かれなかった、研究所生活時代の兄弟に起きた事件、所謂、前日譚の外伝が2篇と、締めくくりとなる後日譚1本の三篇が掲載されている。
『NIGHT HEAD 誘発者』は3年の時を経て執筆された続編で、完結編である。
- 角川書店（単行本）
  - NIGHT HEAD 1（著者：飯田譲治/発行年月：1993.11/ISBN 4-04-872786-9）（装丁デザイン&挿絵:CLAMP）
  - NIGHT HEAD 2（著者：飯田譲治/発行年月：1994.3/ISBN 4-04-872798-2）（装丁デザイン&挿絵:CLAMP）
  - NIGHT HEAD 3（著者：飯田譲治/発行年月：1994.6/ISBN 4-04-872814-8）
  - NIGHT HEAD 4（著者：飯田譲治/発行年月：1994.9/ISBN 4-04-872815-6）
  - NIGHT HEAD THE TRIAL（著者：飯田譲治/発行年月：1994.11/ISBN 4-04-872840-7）（挿絵:上條淳士）
  - NIGHT HEAD DEEP FOREST（著者：飯田譲治/発行年月：1995.12/ISBN 4-04-872931-4）オリジナル小説（挿絵:上條淳士）
- 角川文庫
  - NIGHT HEAD 1（著者：飯田譲治/発行年月：1996.12/ISBN 4-04-340901-X）
  - NIGHT HEAD 2（著者：飯田譲治/発行年月：1996.12/ISBN 4-04-340902-8）
  - NIGHT HEAD 3（著者：飯田譲治/発行年月：1997.2/ISBN 4-04-340903-6）
  - NIGHT HEAD 4（著者：飯田譲治/発行年月：1997.2/ISBN 4-04-340904-4）
  - NIGHT HEAD 5（著者：飯田譲治/発行年月：1997.5/ISBN 4-04-340905-2）
  - NIGHT HEAD 6（著者：飯田譲治/発行年月：1997.7/ISBN 4-04-340906-0）オリジナル小説
- 角川ホラー文庫
  - NIGHT HEAD／覚醒（著者：飯田譲治/発行年月日：2000.6.10/ISBN 4-04-349304-5）
  - NIGHT HEAD／邂逅（著者：飯田譲治/発行年月日：2000.7.25/ISBN 4-04-349305-3）
  - NIGHT HEAD／未来（著者：飯田譲治/発行年月日：2000.9.10/ISBN 4-04-349306-1）オリジナル小説含む
- 講談社（単行本）
  - 誘発者（著者：飯田譲治/発行年月：2007.4.20/ISBN 4-06-213991-X）「THE TRIAL」の4年後となる続編
- 講談社文庫
  - NIGHT HEAD 1（著者：飯田譲治/発行年月日：2006.6.15/ISBN 4-06-275415-0）
  - NIGHT HEAD 2（著者：飯田譲治/発行年月日：2006.6.15/ISBN 4-06-275416-9）
  - NIGHT HEAD 3（著者：飯田譲治/発行年月日：2006.7.14/ISBN 4-06-275443-6）
  - NIGHT HEAD 4（著者：飯田譲治/発行年月日：2006.8.11/ISBN 4-06-275471-1）
  - NIGHT HEAD 5（著者：飯田譲治/発行年月日：2006.9.16/ISBN 4-06-275497-5）
  - NIGHT HEAD DEEP FOREST（著者：飯田譲治/発行年月日：2006.10.14/ISBN 4-06-275524-6）
  - NIGHT HEAD 誘発者（著者：飯田譲治/発行年月日：2009.11.13/ISBN 4-06-276502-0）

### 漫画版
- フジテレビ出版
  - NIGHT HEAD Lost Child（著者：大里幸子（画）・飯田譲治、笠井健夫（原作）/発行年月日：1994.3.30/ISBN 4-594-01378-3）
- 白泉社
  - NIGHT HEAD 1（著者：立野真琴（画）・飯田譲治（原作）/発行年月日：1997.3.25）
- 角川書店
  - 完全版 NIGHT HEAD 1〜8（著者：立野真琴（画）・飯田譲治（原作）/発行年月：1998.4〜2000.11）
- ホーム社
  - NIGHT HEAD 1〜4（著者：立野真琴（画）・飯田譲治（原作）/発行年月：2004.4〜2004.6）※文庫サイズ

### 写真集
- 徳間書店
  - NIGHT HEAD THE NEW ARK PHOTOGRAPHICS （小林ばく（撮影）・飯田譲治（ストーリー）/発行年月：1993.10/ISBN 4-19-860018-X）-オリジナルストーリーで構成され前述の漫画版でコミカライズされている。
  - NIGHT HEAD FINAL COLLECTION（ISBN 4-19-860187-9）

### シナリオ集
- 竹書房
  - NIGHT HEAD Teleplay（ISBN 4-88475-931-1） -テレビ版のシナリオ集
- 徳間書店
  - NIGHT HEAD The Trial（ISBN 4-19-860206-9） -映画版のシナリオ集

## ゲーム
- プレイステーション用ソフト
  - NIGHT HEAD -THE LABYRINTH-（発売元：フジテレビ・ポニーキャニオン・ホリプロ/製品番号：SLPS 00111/ジャンル：アドベンチャー）
- iモードFOMA用アプリ
  - NIGHT HEAD ミソフアガタの神々(配信元：mobcast / 配信サイトウリキリアリmobGame)

原作に登場する双海翔子にまつわるサイドストーリー。3Dポリゴン描画のアドベンチャーRPG。月額315円会員のみプレイ可能。アクセスはiMENU>メニューリスト＞ゲーム＞ミニゲーム＞ウリキリアリmobGame

## テレビアニメ『NIGHT HEAD GENESIS』
ドラマ終了後に出版された小説を原作とする作品。2006年7月から12月まで放送された。

## テレビアニメ『NIGHT HEAD 2041』
2021年7月から9月までフジテレビ『+Ultra』枠ほかにて放送された。飯田が原作および構成・脚本を担当しており、2041年を舞台とする新たな物語が描かれる。登場人物には霧原兄弟に加えて、彼らを追い詰める黒木タクヤ・ユウヤの兄弟が新キャラクターとして登場する。
当初、飯田は24話2クールで脚本を書き上げたが、最終的に12話に短縮された。次元移動など過去作よりもSF要素が強くなっている。

### スタッフ (2041)
- 原作・構成・脚本 - 飯田譲治[5]
- 監督 - 平川孝充[5]
- キャラクターデザイン原案 - 大暮維人[5]
- サブキャラクター原案 - 朝来昭子[5]
- コンセプトアート - 富安健一郎[5]
- BGコンセプトアーティスト - 白田真人[5]
- MattePaintディレクター - 大西穣[5]
- 美術設定 - 坂本竜[5]
- 色彩設計 - 中尾総子[5]
- 撮影監督 - 高橋和彦[5]
- 編集 - 齋藤朱里[5]
- 音響監督 - 明田川仁
- 音楽 - やまだ豊[5]
- 音楽制作 - フジパシフィックミュージック
- 企画・プロデュース - スロウカーブ[5]
- プロデューサー - 森彬俊、井出和哉、尾畑聡明
- アニメーションプロデューサー - 井出和哉
- アニメーション制作 - 白組[5]
- 製作 - 飯田譲治／NIGHT HEAD2041 製作委員会（フジテレビジョン、白組、Office ENDLESS、博報堂DYメディアパートナーズ、スロウカーブ、BSフジ）[5]

### キャスト (2041)

#### 主要人物
霧原 直人
声 - 小野大輔、七海ひろき（幼少期）
銀髪に眼鏡をかけた青年。強力なサイコキネシスの持ち主。常に弟の直也を気遣っている。
霧原 直也
声 - 島﨑信長、石上静香（幼少期）
直人の弟。兄と同じく銀髪だが髪の下のほうは水色っぽくグラデーションかかっている。繊細で心優しい性格。リーディング能力の持ち主でそれゆえ物事が見えすぎて苦しむことが多い。一応、見えないようにロックは出来る様子。
黒木 タクヤ
声 - 櫻井孝宏、藤原夏海（幼少期）
国家保安本部特務部隊隊員。要領がよく、飄々とした楽天家。ミラクルミック事件でサイコキネシスに覚醒する。
黒木 ユウヤ
声 - 小野賢章、小市眞琴（幼少期）
タクヤの弟で特務部隊隊員。生真面目な性格。霧原兄弟との出会いからリーディング能力に覚醒する。直也と繋がるうちに自分たちのしていることは本当に正しいのか迷い、霧原兄弟と戦うことを拒むようになる。

#### 国家保安本部特務部隊
部隊全員が能力に目覚めるとされており、正幸の事件をきっかけに能力を発現させた。
曽根崎 道夫
声 - 興津和幸
黒木兄弟と同じ特務部隊隊員。本部長の言葉に素直に従うなど単純で短気な性格。力に固執するところがある。タクヤにライバル心を持ち、功を焦る。
武藤 玲佳
声 - Lynn
特務部隊唯一の女性隊員。タクヤのことを「タク兄」と呼んで慕う。
本田 大輔
声 - 間宮康弘
特務部隊本部長。特務隊の真の任務を知っている。奥原を崇拝しておりその指示に従う。全てを能力を無力化出来る反能力者。
小林 君枝
声 - 日笠陽子
特務部隊に味方する能力者。黒髪に赤いメッシュを入れ、派手な格好をしており上から目線口調。マインドコントロールの能力を用いて、能力者側に潜入し逮捕に協力している。ユウヤの能力の向上などにも関わる。
柿谷 スグル
声 - 前野智昭
保安隊で後方支援担当の眼鏡の男。

#### 言論自由同盟
政府と戦うレジスタンスで霧原兄弟の両親の工場を拠点にしている。
藤木 マイク
声 - 小林親弘
黒木兄弟に追われる霧原兄弟を助ける。
風間 浩二
声 - 杉田智和
顔を包帯と黒マスクで隠した男。反政府レジスタンス「言論自由同盟」を率いる。学生時代、空想の歌を歌っていただけで見知らぬ男に顔に火をつけられた経験がある。直人の能力を見て強硬手段に出るため、直也を人質に取る。
新城 エミリ
声 - 早見沙織
同盟の女性メンバー。翔子が夢に出てきて霧原兄弟と出会うきっかけを作る。

#### その他
秋山 唯
声 - 上田麗奈
霧原兄弟が立ち寄ったダイナーの店員。実は予知能力者で保安隊に追われている。何でも見えるわけではなく、不意にヴィジョンが見えるらしい。
双海 翔子
声 - 前田佳織里
霧原・黒木兄弟の前にあらわれ、謎めいた言葉を残して消える少女。
立花 正幸
声 - 泊明日菜
男子小学生。黒魔術のために飼い犬を殺されたのをきっかけに能力を発現する。4話時点で特殊部隊の誰より力が強い。能力を使い、虐殺も行使することもあるが母親に対する愛情は深い。
立花美紀
声 - 遠藤綾
正幸の母。高校時代は双海翔子の親友だった。26歳の時に翔子から一冊のノートを託され、そこに書いてあった通り社で一晩明かすとノートは消え、3ヶ月の時間が過ぎており、第三次世界大戦や天変地異の記憶は無いと語る。
御厨 恭二朗
声 - 銀河万丈
霧原兄弟を研究所に隔離していた初老の研究者。ミサキの予言に従い、霧原兄弟を育てる。
ロシュコフ
声 - 廣田行生
ロシア人研究者。御厨の協力者。
ヴィクトル
声 - 新垣樽助
ロシア人研究者。御厨の協力者。
奥原 晶子
声 - 横尾まり
予言者。政府のトップ。延命装置に入っている。
ミサキ老人
声 - 清川元夢
予言者。奥原と対立していた。
黒木 祐子 / 貴光
声 - 園崎未恵 / 三上哲
タクヤとユウヤの両親。15年前、息子たちを捨てて消息不明になった。
横井 まゆみ
声 - 小松奈生子

### 用語・設定
第3次世界大戦
2023年勃発。大規模な戦乱で地球に天変地異が起こり、世界人口の3分の2が失われた未曾有の惨事。ただしこれは政府が繰り返し流すプロパガンダ映像で語られる歴史であり、戦争の記憶を持つ人間は誰もいない。

### 主題歌
「Icy Ivy」
Who-ya Extendedによるオープニングテーマ。
「シオン」
Myukによるエンディングテーマ。楽曲提供はEve。

### 各話リスト
| 話数   | サブタイトル                       | 絵コンテ                          | 演出              | 作画監督          | 初放送日       |
| ------ | ---------------------------------- | --------------------------------- | ----------------- | ----------------- | -------------- |
| 第1話  | 結界 -Onset-                       | 新井陽平                          | 天井和文          | 蔦佳穂里          | 2021年 7月15日 |
| 第2話  | 偽物 -Deception-                   | 米林拓 新井陽平                   | 山村聡            | 蔦佳穂里          | 7月22日        |
| 第3話  | 錯綜、契機 -Awakening-             | 須永司 天井和文                   | 天井和文          | 蔦佳穂里 石井哲哉 | 7月29日        |
| 第4話  | 触発 -Resonance-                   | 新井陽平                          | 山村聡            | 蔦佳穂里          | 8月5日         |
| 第5話  | 双海翔子 -Shoko-                   | 須永司 石井哲哉                   | 天井和文 新井陽平 | 蔦佳穂里          | 8月12日        |
| 第6話  | 思想、対峙 -Showdown-              | 新井陽平                          | 山村聡 新井陽平   | 蔦佳穂里 石井哲哉 | 8月19日        |
| 第7話  | 世界の狭間 -Between the Worlds-    | 須永司 梅澤純一                   | 塩谷大介          | 蔦佳穂里 石井哲哉 | 8月26日        |
| 第8話  | 破滅への啓示 -March to Decimation- | 新井陽平                          | 山村聡            | 蔦佳穂里          | 9月2日         |
| 第9話  | 逆理 -Paradox-                     | 須永司 石井哲哉 天井和文 梅澤純一 | 天井和文          | 蔦佳穂里          | 9月9日         |
| 第10話 | 守護と救済 -Our Destiny-           | 新井陽平                          | 山村聡            | 蔦佳穂里          | 9月16日        |
| 第11話 | 時空融合 -Unity-                   | 新井陽平                          | 天井和文          | 蔦佳穂里          | 9月23日        |
| 第12話 | 継承、廻転 -Start Over-            | 須永司 新井陽平                   | 山村聡            | 蔦佳穂里 石井哲哉 | 9月30日        |

### 放送局
| 放送期間                                         | 放送時間                     | 放送局         | 対象地域   | 備考                                   |
| ------------------------------------------------ | ---------------------------- | -------------- | ---------- | -------------------------------------- |
| 2021年7月15日 - 9月30日                          | 木曜 0:55 - 1:25（水曜深夜） | フジテレビ     | 関東広域圏 | 製作参加 / 『+Ultra』枠                |
|                                                  | 木曜 1:55 - 2:25（水曜深夜） | テレビ西日本   | 福岡県     |                                        |
| 2021年7月16日 - 10月1日                          | 金曜 1:55 - 2:25（木曜深夜） | 関西テレビ     | 近畿広域圏 |                                        |
| 2021年7月18日 - 10月3日                          | 日曜 1:45 - 2:15（土曜深夜） | 東海テレビ     | 中京広域圏 |                                        |
| 2021年7月19日 - 10月4日                          | 月曜 1:10 - 1:40（日曜深夜） | 北海道文化放送 | 北海道     |                                        |
| 2021年7月22日 - 10月7日                          | 木曜 0:00 - 0:30（水曜深夜） | BSフジ         | 日本全域   | 製作参加 / BS放送 / 『アニメギルド』枠 |
| フジテレビ、BSフジでは放送前週に事前特番を放送。 |                              |                |            |                                        |

インターネットではFODにて地上波放送と同時に独占配信される。
| フジテレビ +Ultra            | フジテレビ +Ultra | フジテレビ +Ultra         |
| 前番組                       | 番組名            | 次番組                    |
| ---------------------------- | ----------------- | ------------------------- |
| セスタス -The Roman Fighter- | NIGHT HEAD 2041   | マブラヴ オルタネイティヴ |

### 漫画
2021年4月28日より2022年8月24日まで『ヤンマガWeb』（講談社）にて連載。作画は小川慧。
- 原作：飯田譲治、NIGHT HEAD 2041製作委員会 / 漫画：小川慧 『NIGHT HEAD 2041』 講談社〈ヤンマガKCスペシャル〉、全4巻
  1. 2021年8月5日発売[12][13]、ISBN 978-4-06-524361-9
  2. 2021年12月20日発売[14]、ISBN 978-4-06-526165-1
  3. 2022年4月20日発売[15]、ISBN 978-4-06-527479-8
  4. 2022年10月20日発売[16]、ISBN 978-4-06-529481-9

### 小説
- 著：飯田譲治・協力：梓河人『NIGHT HEAD 2041』講談社〈講談社タイガ〉
  - 上 2021年8月12日発売[17]、ISBN 978-4-06-523976-6
  - 下 2021年9月15日発売[18]、ISBN 978-4-06-524459-3

### 舞台
NIGHT HEAD 2041-THE STAGE-というタイトルで、2022年7月1日から10日まで東京ドームシティ シアターGロッソにて上演。

#### キャスト（舞台）
※一部Wキャスト（☆=TEAM WHITE、★=TEAM BLACK）
- 霧原直人 - 猪野広樹☆ / 鍵本輝★
- 霧原直也 - 横田龍儀☆ / 大崎捺希★
- 黒木タクヤ - 曽野舜太☆ / 木原瑠生★
- 黒木ユウヤ - 佐奈宏紀☆ / 矢部昌暉★
- 双海翔子 - 中山莉子☆ / 清井咲希★
- 小林君枝 - 飯窪春菜
- 武藤玲佳 - 菅原りこ
- 曽根崎道夫 - 大原海輝
- 秋山唯 - 立野沙紀
- 本田大輔 - 佐々木崇
- 御厨恭二朗 - 河合龍之介
- 奥原晶子 - 悠未ひろ
- アンサンブル - 塚田知紀、白崎誠也、小笠原竜哉、佐々木駿也、菅野慶太、村上歩夢、大澤えりな、吉浜あずさ

#### スタッフ（舞台）
- 脚本 - 月森葵
- 演出 - 加古臨王